# 中野直輝
中野 直輝（なかの なおてる、1945年（昭和20年）3月26日 - ）は、日本の政治家、弁護士。元愛知県小牧市長（4期）。

## 概要
愛知県名古屋市生まれ。同志社大学法学部卒業。1974年、29歳で司法試験に合格し、司法修習を経て弁護士登録。名古屋市で法律事務所を開業し、小牧市商工会議所や小牧市の顧問弁護士を務める。
1995年1月9日、小牧市総合福祉施設ふれあいセンターの建設を巡り、小牧市長の佐橋薫が収賄の疑いで逮捕される。佐橋の辞職に伴って2月26日に行われた小牧市長選挙に無所属で出馬し、初当選を果たす。以後4期16年にわたり小牧市長を務めた。市長在任中は「市民総ぐるみの協働」を掲げ、「市長交際費ゼロ」を宣言。行財政改革も積極的に行い、土地開発公社の債務約100億円を圧縮。さらに積極的な企業誘致や小牧市の人件費約7億円を削減する等の実績を上げた。また全国市長会副会長（愛知県市長会会長）も務める。
2011年2月、5期目の当選を目指して出馬した小牧市長選挙で、前愛知県議会議員の山下史守朗に敗れ、落選した。現在は弁護士法人愛知総合法律事務所に入所し、弁護士として活動している。